# Eratostenes

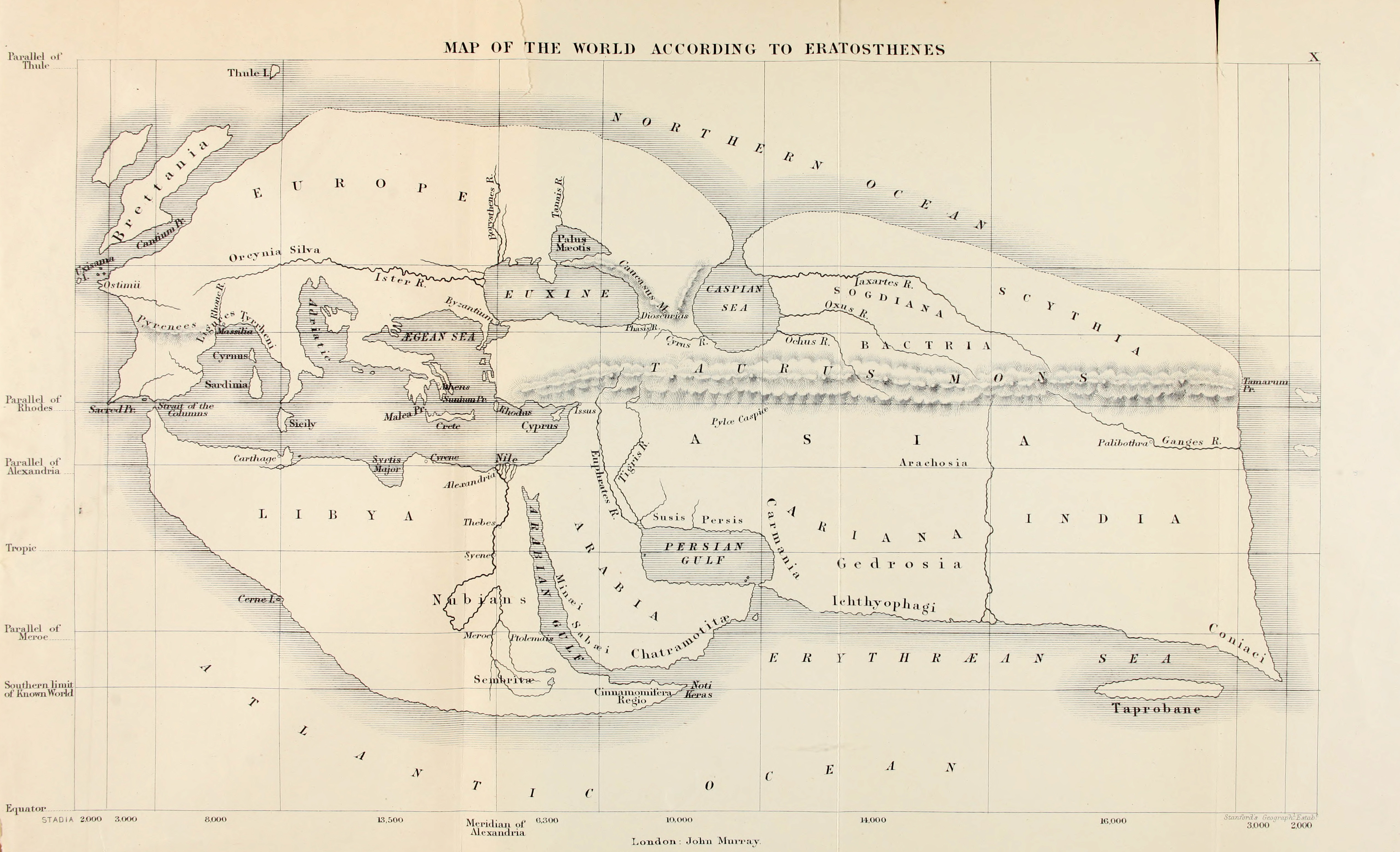
XIX-wieczna rekonstrukcja mapy świata Eratostenesa

Eratostenes (stgr. Ἐρατοσθένης, Eratosthenes; ur. 276 p.n.e. w Cyrenie, zm. 194 p.n.e.) – starogrecki uczony: matematyk, astronom, geodeta i geograf. Jego najważniejsze osiągnięcia to:
- sposób znajdowania liczb pierwszych – sito Eratostenesa;
- wyznaczenie obwodu Ziemi (zob. opis eksperymentu);
- oszacowanie odległości Ziemi od Słońca i Księżyca[1];
- katalog 675 gwiazd[2];
- konstrukcja mezolabium[3].

Twierdził, że płynąc na zachód od Gibraltaru można dotrzeć do Indii. Jako pierwszy zaproponował wprowadzenie roku przestępnego, czyli wydłużonego o jeden dodatkowy dzień w kalendarzu (por. Dekret z Kanopos).
Był również badaczem twórczości Homera – ustalił datę zdobycia Troi na rok 1184 p.n.e., czyli nieodbiegającą od współczesnych szacunków. Poddawał jednak krytyce traktowanie Homera jako źródła wiedzy geograficznej.

## Życiorys
W 255 p.n.e. przeniósł się do Aleksandrii. W 236 p.n.e. przejął po Apolloniosie z Rodos zarządzanie tamtejszą biblioteką. W wieku 82 lat, nie mogąc pogodzić się z utratą wzroku, zagłodził się na śmierć.

## Dzieła
Najważniejsze z nich to:
- Geographica – trzytomowe dzieło zawierające podstawy geografii matematycznej i geografii fizycznej (zachowane we fragmentach);
- Catasterismi – dzieło astronomiczne;
- Peri komodias – rozprawa o dawnej komedii.

Prace matematyczne Eratostenesa są znane głównie z pism Pappusa z Aleksandrii, zaś jego opisy geograficzne z ksiąg Strabona.